# Michele Casagrande
Michele Casagrande, né le 4 octobre 1984, est un coureur cycliste italien, spécialiste de VTT cross-country. 

## Biographie
En 2012, il devient champion d'Europe du relais mixte avec ses compatriotes Gioele Bertolini, Eva Lechner et Luca Braidot.

## Palmarès en VTT

### Championnats d'Europe
- Moscou 2012
  -  Champion d'Europe du relais mixte (avec Gioele Bertolini, Eva Lechner et Luca Braidot)
- Saint-Wendel 2014
  - 5e du cross-country eliminator

### Championnats d'Italie
- 2011
  - 3e du cross-country
- 2012
  - 2e du cross-country
- 2016
  - 3e du cross-country